# IC 1274
IC 1274 ist ein Emissionsnebel in Anwesenheit vieler Sterne im Sternbild Sagittarius. Das Objekt wurde im Jahre 1892 von Edward Emerson Barnard entdeckt.